# 웅천 주씨
웅천 주씨(熊川朱氏)는 한국의 성씨이다.

## 유래
시조 주문익(朱文翊)은 세자(世子)의 스승으로 전해오나 언제인지는 알 수 없다.
현감(縣監) 주의(朱懿)를, 응교(應敎) 주인(朱印)을, 전적(典籍)을 지낸 주치형(朱致亨)의 아들 주양우(朱良佑)를 시조로 전하는 문헌도 있다. 또한 조선 연산군 때 문과에 급제하여 족의현감(族義縣監)을 지낸 주선림(朱善林)을 일파로 전하는 문헌도 있다.